# Кек, Альберт
Альберт Кек (нем. Albert Keck; 4 августа 1930 — июнь 1990) — немецкий футболист, защитник. Выступал за сборную Саара.

## Биография

### Клубная карьера
На протяжении всей профессиональной карьеры выступал за клуб «Саарбрюккен». Начиная с сезона 1951/52 играл за команду в юго-западной зоне немецкой Оберлиги. В сезоне 1955/56 Альберт Кек принял участие в обоих матчах первого раунда первого Кубка европейских чемпионов. По итогам двух матчей «Саарбрюккен» уступил итальянскому «Милану» с общим счётом 5:7. Завершил карьеру в 1961 году.

### Карьера в сборной
Дебютировал за сборную Саара 24 июня 1953 года в победном матче отборочного турнира чемпионата мира 1954 против сборной Норвегии (3:2). Также сыграл в отборочной игре против сборной ФРГ (1:3). После окончания квалификации, активно участвовал в товарищеских матчах, в том числе принял участие в последнем матче в истории сборной 6 июня 1956 против Нидерландов. Всего сыграл за сборную 10 матчей.
1 января 1957 года Протекторат Саар официально вошёл в состав ФРГ и сборная Саара прекратила своё существование.